# Matachel
Il Matachel è un fiume spagnolo che scorre nel centro della penisola iberica ed è uno dei principali affluenti del fiume Guadiana, nel quale confluisce alla sinistra orografica. Si distingue in gran misura e in confronto con gli altri affluenti alla sinistra del Guadiana, per il suo ampio bacino che rappresenta il 3,8% di quello del Guadiana. Dalla sua sorgente sulla Sierra Morena, in prossimità di Don Álvaro, fino al suo sfocio vicino a  Mérida, il Matachel scotrre integralmente nella Provincia di Badajoz, in Estremadura. Esso divide praticamente a metà la comarca di Tierra de Barros, della quale è la via fluviale più importante. Il tratto finale del suo corso è regolato dall'invaso di Alange.
Il bacino del fiume Matachel è molto poco pronunciato, dando luogo a una rete di drenaggio piuttosto sinuosa e fitta alla quale partecipano anche un gran numero di ruscelli e torrentelli stagionali.
Il clima mediterraneo che caratterizza la zona, mostra grandi differenze stagionali nella sua portata, arrivando a essere praticamente simbolica nel periodo estivo. Nelle sue acque e sulle sue rive si può trovare una fauna di elevato valore ecologico: il saramugo (pesce endemico delle acque del Guadiana), la mangusta egiziana, la genetta o il gatto selvatico.

## Geografia
- Sorgente: Cortijo del Bruto, vicino ad Azuaga nella Sierra Morena.
- Sfocio: molto vicino alla località di Don Álvaro, e vicino a questa la città di Mérida.

### Affluenti
Si tratta in maggioranza ruscelli e torrentelli stagionali, di marcato carattere mediterraneo.
 Emergono sulla sinistra idrografica i corsi d'acqua:
- Bonhabal
- Retín
- Rivera de Usagre

sulla destra orografica:
- San Juan
- Palomillas.